# Agrotis radama
Agrotis radama là một loài bướm đêm trong họ Noctuidae.